# マクログロブリン

免疫グロブリンMはマクログロブリンの例である。

マクログロブリン(macroglobulin)は、血漿タンパク質中の高分子量のグロブリンである。マクログロブリン血症等でマクログロブリンの濃度が上昇すると、血液粘度が過剰となり、また温度が低下すると血管の中で沈殿する。
他のマクログロブリンにはα2マクログロブリンがある。これはネフローゼ症候群、糖尿病、重度の傷害やその他の時に濃度が上昇し、一方欠乏は慢性閉塞性肺疾患と関連している。